# Cantoria violacea
Cantoria violacea е вид влечуго от семейство Homalopsidae. Видът не е застрашен от изчезване.

## Разпространение и местообитание
Разпространен е в Индия (Андамански острови), Малайзия (Западна Малайзия), Мианмар, Сингапур и Тайланд.
Обитава крайбрежията на сладководни басейни в райони с тропически климат.